# ルンルンあさ6生情報
『ルンルンあさ6生情報』（ルンルンあさろくなまじょうほう）は、1983年5月9日から1992年3月27日まで日本テレビほかで月曜日 - 金曜日6:00 - 6:45（JST）に放送されていた朝の情報番組。

## 概要
『ズームイン!!朝!』成功を受け、さらに1時間早い生放送の情報番組として放送開始。番組終了まで『ズームイン-』同様、マイスタジオからの生放送だった。
通勤、通学前の会社員や学生、主婦らを主な対象視聴者とし、女子アナウンサー単独による総合司会もこの当時としては珍しかった。
系列局によっては6:14（山梨放送・北日本放送・西日本放送・高知放送）や6:25（静岡第一テレビ・読売テレビ・日本海テレビ・山口放送）から放送するところもあった。また、番組タイトルについても、飛び乗り時間に合わせたコーナータイトルを番組名としてネット受けする局（後述）や、正式なタイトルから「6」を抜いたものを番組名としていた局もあった。
昭和天皇の病状悪化を機にタイトルの「ルンルン」が相応しくない事から外され、暫定的に『あさ6生情報』（あさろくなまじょうほう）と改題して放送された。この措置は改元後もしばらく続いた。

## 歴代司会者
- 初代0 井田由美（日本テレビアナウンサー、1983年5月9日 - 1986年9月26日）
- 2代目 木村優子（当時日本テレビアナウンサー、1984年4月2日 - 1988年9月30日）
- 3代目 鷹西美佳（当時日本テレビアナウンサー、1986年9月29日 - 1991年3月29日）
- 4代目 鈴木君枝（当時日本テレビアナウンサー、1988年10月3日 - 1992年3月27日）
- 5代目 豊田順子（日本テレビアナウンサー、1991年4月1日 - 1992年3月27日）

## 司会者組み合わせ
- 井田由美（1983年5月9日 - 1984年3月30日）
- 井田由美・木村優子（1984年4月2日 - 1986年9月26日）
- 木村優子・鷹西美佳（1986年9月29日 - 1988年9月30日）
- 鷹西美佳・鈴木君枝（1988年10月3日 - 1991年3月29日）
- 鈴木君枝・豊田順子（1991年4月1日 - 1992年3月27日）

## 番組構成

### 番組初期
放送第1回（1983年5月9日）のゲストとして、当時「おもしろまじめ」キャンペーンを展開していた小林完吾と徳光和夫の二人が出演した。
第1回（1983年5月9日）は以下のコーナーで放送された。
- こぶ平の朝一番築地情報 - 築地市場から中継で、その日の生鮮品の状況（値段や品物の状況など）をリポート
- 一番早いニュース - 前夜から当日朝にかけての最新ニュース（在京民放では最も早い時間のニュース枠でもあった）
- お楽しみテレビ - 当日夜の日本テレビの番組紹介が中心
- アイドルフォトコンテスト
- 圓丈のタウン情報（三遊亭圓丈）- 東京近郊の特定の場所を取り上げ、その場所ならではのものを紹介する
- より子の今日のお天気どうかな?（和田より子）- 関東の気象情報
- 首都圏交通情報

ニュースコーナー担当兼コメンテーターは久能靖が務め、築地情報では、林家こぶ平（現・九代目林家正蔵）が生リポート。
この他、当番組開始当初は「通勤情報」（リポーター：三遊亭圓丈）、「由美かおるのダイナ・フロービクス」（健康体操コーナー）、「前夜の出来事」などのコーナーも存在した。

### 番組中期～後期
これは昭和63年（1988年）頃の大まかな流れである。
- 6:00 番組開始、オープニング
- 6:02 ニュース、交通情報
- 6:10頃 曜日企画（築地情報など）
- 6:25 レーダー625 - この時間から『ルンルンあさ6生情報』として飛び乗りネットする局や、コーナータイトルの「レーダー625」としてネットする局も存在した。
- 6:35頃 まとめのコーナー（天気、交通情報など）
- 6:42 エンディング〜番組終了

番組は当初から関東ローカルであったが、系列地方局からのネット希望が増えてくるにつれ、関東ローカルの番組内容が足枷となる場面が見受けられた。このため1986年4月から系列局がネット受けできるような内容を番組中盤に挟むことになった。
それが「レーダー625」であるが、前日から当日朝にかけてのニュースをまとめて伝えながら、コメンテーターの簡単な解説も挟む内容であった（前日のニュースについては、前夜放送の『NNNきょうの出来事』の同録素材なども使用した）。このコーナーはネット局の編成に合わせて開始時間と終了時間が決められており、一部ネット局では6:25からおよそ15分間のみをネットし、その後『NNN朝のニュース』が始まる6:45までの5分間を前夜の「スポーツニュース」の再放送としていた。
1988年4月以降には6:25から番組エンディング（6:41）までそのままネットする局も増えてきたため、関東ローカルの内容は前半（6:14までの時間帯）に放送されるようになる。
こうした系列ネット局からの番組ネット希望の多さと、それに応えられるような「全国ネット向けの番組内容」への変更が求められ、1992年の春改編をもって番組内容を全国ネット向けに刷新、後続の『NNN朝のニュース』を統合する形で『ジパングあさ6』へと改まる事となった（全国ニュース枠は『NNNニュースジパング』となった）。

## 主な番組ネット局
- 日本テレビ
- 青森放送（6:25 - ）
- 山形放送（6:25 - 1986年4月7日～1987年9月25日の期間「レーダー625」としてネット）
- 山梨放送（6:14 - ）
- テレビ新潟（6:15 - 、1989年4月14日打ち切り[5]）
- テレビ信州 (6:14 - 、1991年4月1日ネット開始)
- 静岡第一テレビ（6:25 - 、6:38ごろ以降はスポーツニュースの再放送）
- 北日本放送（6:14 - 、1990年4月2日から1992年3月27日まで放送[6]）
- テレビ金沢（1990年4月2日の開局時から最終回まで、自社制作番組『おはよう朝6』内で「レーダー625」とスポーツコーナーをネット）
- 福井放送（1986年10月から最終回まで、自社制作番組『あさ一番おはようふくい』内で「レーダー625」(オープニング映像は自社で差し替え）をネット）
- 読売テレビ（6:25 - 6:38ごろ「レーダー625」としてネット）
- 日本海テレビ（6:25 - 、「ルンルンあさ生情報」としてネット）
- 西日本放送（6:14 - ）
- 広島テレビ（6:25 - 、オープニングとエンディングは番組ロゴと提供クレジットをブルーバックで表示し、本番組のテーマ曲を流した）
- 山口放送（当時はテレビ朝日系列とのクロスネット局、途中からネット開始、6:25 - 、ネット開始当初はエンディングは番組ロゴをブルーバックで表示していた。のちに6:14 - 。）
- 高知放送（6:14 - ） - 一時期ネット。ただし、夏の高校野球期間中は原則休止とし、『熱闘甲子園』（朝日放送）の翌日時差ネット放送に差し替え（ただし、前日の高校野球が全試合中止となり『熱闘甲子園』が休止された場合は、本番組を通常放送した）。
- テレビ長崎（フジテレビとのクロスネット局時代に『レーダー625』としてネット、現在はフジテレビ単独系列局）
- 長崎国際テレビ (6:14 - )
- くまもと県民テレビ (6:25 - )
- テレビ大分（当時はフジテレビ系列・テレビ朝日系列とのクロスネット局、途中からネット開始、当初は6:25 - 「レーダー625」として、その後6:14 - ）

## スタッフ
- プロデューサー：小島敏宏、岡田丞右、古屋和子、三島由春、高橋正弘
- ディレクター：長谷川武志、雨宮秀彦、石島良治、高瀬克、前川誠、清水仁、大友太郎、新保文朗、上林昌嗣、野村雅則
- 作家：わぐりたかし